# Driebes (kommunhuvudort)
Driebes är en kommunhuvudort i Spanien.   Den ligger i provinsen Provincia de Guadalajara och regionen Kastilien-La Mancha, i den centrala delen av landet, 60 km öster om huvudstaden Madrid. Driebes ligger 729 meter över havet och antalet invånare är 360.
Terrängen runt Driebes är huvudsakligen platt, men österut är den kuperad. Runt Driebes är det mycket glesbefolkat, med 5 invånare per kvadratkilometer. Närmaste större samhälle är Estremera, 8,4 km sydväst om Driebes. Trakten runt Driebes består till största delen av jordbruksmark.